# 廣瀬謙
広瀬謙（ひろせ けん、本名、廣瀬謙、1971年11月1日 - ）は、俳優。劇作家。演出家。演技講師。セミナー講師。所属事務所は自身が代表を務めるBratto。京都府出身。佛教大学卒業。身長178cm・体重73kg。
2007年、廣瀬謙から広瀬謙に改名。2012年、自らが主宰する劇団、Bratto coyoteを旗揚げ、毎年一回の公演を定期的に行っている。

## 主な出演作品

### 舞台
- 蟻たちのいた夏　丸玉組公演｛ブティストホール｝　（剣の達人・虎七　役）
- Stray sheepは眠らない〜置き去りの結末　St exp*プロデュース｛東京芸術劇場｝　（悪の帝王・ジャック　役）
- THAMB UP(女版)　劇団海臨丸公演｛大塚萬スタジオ｝　（主役の親友　役）
- Lady Seven　銀座小劇場プロデュース｛銀座小劇場｝　（使用人・六助　役）
- いつものある日　YOU& 公演｛銀座小劇場｝　（芸能プロ社長　役）
- ナブッコ　｛新国立劇場｝　（バビロニア兵　役）
- 二人芝居　私たちの冒険　｛青山とりや｝主演
- I Wish your happiness　｛恵比寿エコー劇場｝主演
- THAMB UP(男版)　劇団海臨丸公演｛銀座小劇場｝　（泥棒　役）
- POLKA　JOE Company公演｛本多劇場｝ (梶谷昇　役)
- CROSS CONNECTION　劇団海臨丸公演｛明石スタジオ｝　（勇三　役）
- 労働者　PK Theater公演｛シアターブラッツ｝　（派遣社員　役）
- ろうろう　JOE Company公演｛本多劇場｝ (由利卓　役)
- AUCTION Bratto coyote旗揚げ公演｛大阪市立芸術創造館｝　（※脚本・演出のみ）
- ここではない人々　Bratto coyote第二回公演｛大阪市立芸術創造館｝　（※脚本・演出・出演）
- バクステ！〜Backstage Rhapsody〜　Bratto coyote第3回公演｛シアトリカル應典院｝　（※脚本・演出・出演）
- ラスト§クローンズ　Bratto coyote第4回公演｛大阪市立芸術創造館｝　（※脚本・演出・出演）
- ここでなはい人々-2016-　Bratto coyote第5回公演｛大阪市立芸術創造館｝　（※脚本・演出・出演）
- イット・ファインズ・キャッツ・アンド・ドッグス～どしゃぶりの晴天～  Bratto coyote第６回公演｛大阪市立芸術創造館｝　（※脚本・演出・出演）
- タイム☆スリップストリーム　Bratto coyote第７回公演｛大阪市立芸術創造館｝　※脚本/演出/出演
- 人がいなくても水が流れることがあります　Bratto coyote第８回公演｛大阪市立芸術創造館｝　※脚本/演出/出演
- シアトリカル・パレード　Bratto coyote第９回公演｛大阪市立芸術創造館｝　※脚本/演出/出演
- エレファント・イン・ザ・ルーム～The elephant in the room～　Bratto coyote第１０回公演｛大阪市立芸術創造館｝※脚本/演出/出演

### 映画
- バウンスkoGALS　（監督：原田眞人／元地方公務員のホームレス　役）
- いちげんさん　（監督：森本功／留学生　役）
- 6週間〜プライベートモーメント　（監督：塩屋俊／オーディションを受ける役者　役）
- 極道の妻たち 情炎　（監督：橋本一／刑事・津田　役）
- クローズZERO　（監督：三池崇史／ストリートギャング　役）
- Wiz/Out　（監督：園田新／クラブの謎の男　役）
- HEY JAPANESE！Do you believe PEACE,LOVE and UNDERSTANIDING？2008　　(監督：村松亮太郎／見張り会社 係長　役)
- カジノ　（監督：辻裕之／ゴト師・芝田功　役）
- JOHNEN　定の愛　（監督：望月六郎／刑事　役）
- Blood (監督：下山天／巡査　役)
- 音楽人　　(監督：伊藤秀隆／各務陽一郎　役)
- 名古屋MEN'S物語　　(監督：伊藤秀隆／室井　役)

### 自主映画
- Peach　（監督：大塚祐吉／麻薬中毒の麻薬の売人　役）[モスクワインディペンデント映画祭作品賞・映像賞受賞]
- Peach maker　（監督：大塚祐吉／ジャンキー　役）
- 100枚の記憶　（監督：鬼木陽介／主人公の恋人　役）
- JEnga　（監督：大淵真一／主人公の友人　役）
- WHO !?　　（監督：吉良康利／組長　役）
- canvas　　(監督：鬼木陽介／兄　役)
- A SONG OF TREES　(監督：嶋田豪／山　役)
- コア　　(監督：杉岡知哉／ギャル男　役)
- ウィミプルミョン　（監督：宮崎博一／韓国マフィア　役）
- そして、平穏な日々　（監督：宮崎博一／大樹　役）
- 幻のちまたに　（監督：野村美奈子／義兄　役）
- floating cotton candy　(監督：土師佐知子／マスター　役)
- まとう　(監督：朴英二／長島靖稔　役)
- 隣の芝は青い　(監督：金子智明／川島　役)

### ドラマ
- 火曜サスペンス劇場・父と娘の真実　（新聞記者　役）
- 月曜ミステリー劇場・白蝋の死美人　（代議士秘書　役）
- ドラマコンプレックス・ブラックウィドー未亡人　（小熊重則　役）
- 地獄少女　第7話　（田岡啓介　役）
- 弁護士のくず　第12話　（田村洋一郎　役）
- ドラマコンプレックス・塀の中の懲りない女たち〜宇都宮女子刑務所2006　（保護司　役）
- はぐれ刑事純情派 20周年記念スペシャル　（鑑識課員　役）
- ドラマスペシャル・吉原炎上　（儀助　役）
- あの日、僕らの命はトイレットペーパーよりも軽かったーカウラ捕虜収容所からの大脱走ー　（25班員　役）
- 初秋　（勉強会会員　役）

### Vシネマ
- 月の光の下で　（監督：笠原唯央／宅配員　役）
- フィギュアなあなた　（監督：石井隆／マネージャー　役）
- 新宿暴力街　華火　（監督：岡田主／サラリーマン　役）

### CM
- 三菱地所　 [新丸ビルOPEN！COUNT DOWN] TVCM
- エバラ食品　　[キムチ鍋の素(食べっぷり対決篇)] TVCM

### その他
- インターネットラジオ「ヒロイバ！」　メインパーソナリティー  （H19〜H21）